# Burgess Gardner
Burgess La Marr Gardner (Greenville (Mississippi), 12 april 1936 - Chicago, 20 november 2021) was een Amerikaanse jazztrompettist, bigbandleider, componist, arrangeur en producer. Hij speelt hardbop. 
Gardner speelde met onder anderen Count Basie, Horace Silver, Louie Bellson en Ray Charles. Hij speelde mee op opnames van onder meer Stanley Wilson, Eddie Harris, Billy Stewart, Katie Webster, Fontella Bass, Etta James, Koko Taylor, Walter Jackson en de Four Tops. In de jaren zestig en zeventig arrangeerde hij muziek voor soul-, funk en rhythm & blues-opnames van onder anderen The Daylighters (1964), Detroit Jr. (1965), Butch Baker (1966), The Chymes (1970), DuCHONS (1970), General Crook (1970), Tenison Stephens (1970), S.S. Fools (1976), Chuck Ray en Johnny Thompson.
In het begin van de 21ste eeuw speelde hij in Chicago regelmatig met een bigband, Burgess Gardner Orchestra.
Gardner is vader van de trombonist Vincent Gardner en de trompettist Derrick Gardner

## Discografie
Singles:
- Think About It/Do It, More Soul, ?

Albums:
- Music - Year 2000, MCA Records, 1983